# Zeugophora turneri
Zeugophora turneri är en skalbaggsart som beskrevs av Anne Marie Power 1863. Zeugophora turneri ingår i släktet Zeugophora, och familjen Megalopodidae. Arten är reproducerande i Sverige.